# Безовиця (Войник)
Безовиця (словен. Bezovica) — поселення в общині Войник, Савинський регіон, Словенія. 
Висота над рівнем моря: 301 м.